# Chorvatsko na Zimních olympijských hrách 2002
Chorvatsko se účastnilo Zimní olympiády 2002. Zastupovalo ho 14 sportovců ve 5 sportech.

## Medailisté
| Medaile | Jméno              | Sport           | Soutěž           |
| ------- | ------------------ | --------------- | ---------------- |
| Zlato   | Janica Kostelićová | Alpské lyžování | ženy obří slalom |
| Zlato   | Janica Kostelićová | Alpské lyžování | ženy slalom      |
| Zlato   | Janica Kostelićová | Alpské lyžování | ženy kombinace   |
| Stříbro | Janica Kostelićová | Alpské lyžování | ženy Super G     |